# Třída Sella
Třída Sella byla třída meziválečných torpédoborců italského královského námořnictva. Celkem byly postaveny čtyři jednotky této třídy. Dvě byly roku 1940 prodány Švédsku a později vyřazeny. Zbývající dvě byly nasazeny za druhé světové války a ve válce potopeny.

## Stavba
Celkem byly italskou loděnicí Pattison v Neapoly postaveny čtyři jednotky této třídy. Do služby byly zařazeny v letech 1926–1927.
Jednotky třídy Sella:
| Jméno             | Založení kýlu | Spuštěna | Vstup do služby | Osud |
| ----------------- | ------------- | -------- | --------------- | --- |
| Francesco Crispi  | 1922          | 1925     | duben 1927      | Po italské kapitulaci v září 1943 byl ukořistěn Němci a přejmenován na TA15. Dne 8. března 1944 byl poblíž Kréty potopen náletem. Později byl vyzvednut a během oprav byl 12. října 1944 znovu potopen náletem. |
| Quintino Sella    | 1923          | 1925     | březen 1926     | Dne 11. září 1943 byl poblíž Benátek potopen německými torpédovými čluny S54 a S61. |
| Bettino Ricasoli  | 1923          | 1926     | říjen 1926      | Roku 1940 prodán Švédsku, sloužil jako Puke (19). Vyřazen 1947. |
| Giovanni Nicotera | 1923          | 1926     | únor 1927       | Roku 1940 prodán Švédsku, sloužil jako Psilander (18). Vyřazen 1947. |

## Konstrukce

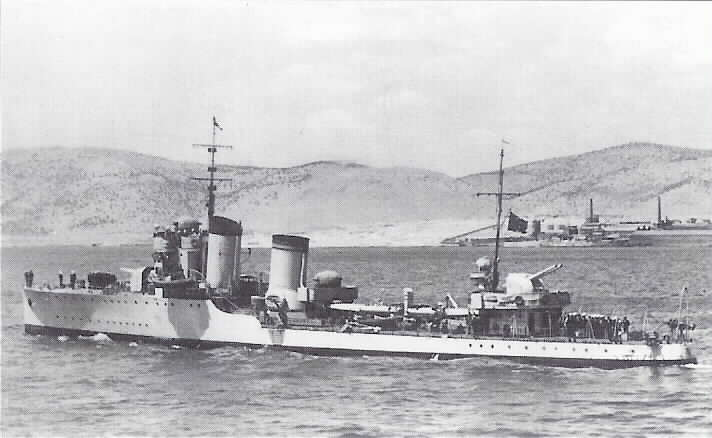
Francesco Crispi

Výzbroj tvořily tři 120mm kanóny v jedné dvoudělové a jedné jednodělové věži, dva 40mm protiletadlové kanóny, dva 13,2mm kulomety a dva dvojhlavňové 533mm torpédomety. Plavidla rovněž mohla naložit až 32 min. Pohonný systém tvořily tři kotle a dvě turbíny o výkonu 36 000 hp, pohánějící dva lodní šrouby. Nejvyšší rychlost dosahovala 35 uzlů. Dosah byl 1800 námořních mil při rychlosti 14 uzlů.

### Modifikace
Roku 1929 byla výzbroj torpédoborců zesílena, neboť jednohlavňovou věž nahradila dvouhlavňová.